# 德勒什蒂-伊爾福夫鄉
44°19′N 26°1′E / 44.317°N 26.017°E
德勒什蒂-伊爾福夫鄉（羅馬尼亞語：Dărăști-Ilfov, Ilfov），是羅馬尼亞的鄉份，位於該國南部，由伊爾福夫縣負責管轄，面積15平方公里，海拔高度68米，2007年人口2,567，人口密度每平方公里170人。